# Чепешть (Васлуй)
Чепешть, Чепешті (рум. Cepești) — село у повіті Васлуй в Румунії. Входить до складу комуни Богденіца.
Село розташоване на відстані 249 км на північний схід від Бухареста, 28 км на південь від Васлуя, 86 км на південь від Ясс, 109 км на північ від Галаца.

## Населення
За даними перепису населення 2002 року у селі проживали 474 особи, усі — румуни. Усі жителі села рідною мовою назвали румунську.